# Malleval-en-Vercors
Malleval-en-Vercors település Franciaországban, Isère megyében. Lakosainak száma 56 fő (2022. január 1.). Malleval-en-Vercors Cognin-les-Gorges, Izeron, Rencurel és Rovon községekkel határos.

## Népesség
A település népességének változása:
| Lakosok száma | 12   | 27   | 18   | 55   | 51   | 53   | 53   | 54   | 55   | 56   |
|               | 1968 | 1982 | 1990 | 2006 | 2013 | 2015 | 2017 | 2019 | 2020 | 2022 |